# Kopernica
Kopernica és un poble i municipi d'Eslovàquia. Es troba a la regió de Banská Bystrica. La primera menció escrita de la vila es remunta al 1444.

## Demografia
| Godina             | 1994 | 2004   | 2014   | 2024    |
| ------------------ | ---- | ------ | ------ | ------- |
| Nombre de persones | 411  | 428    | 433    | 384     |
| Diferència         |      | +4,13% | +1,16% | −11,31% |

| Godina             | 2023 | 2024   |
| ------------------ | ---- | ------ |
| Nombre de persones | 389  | 384    |
| Diferència         |      | −1,28% |